# Plaça de Cort

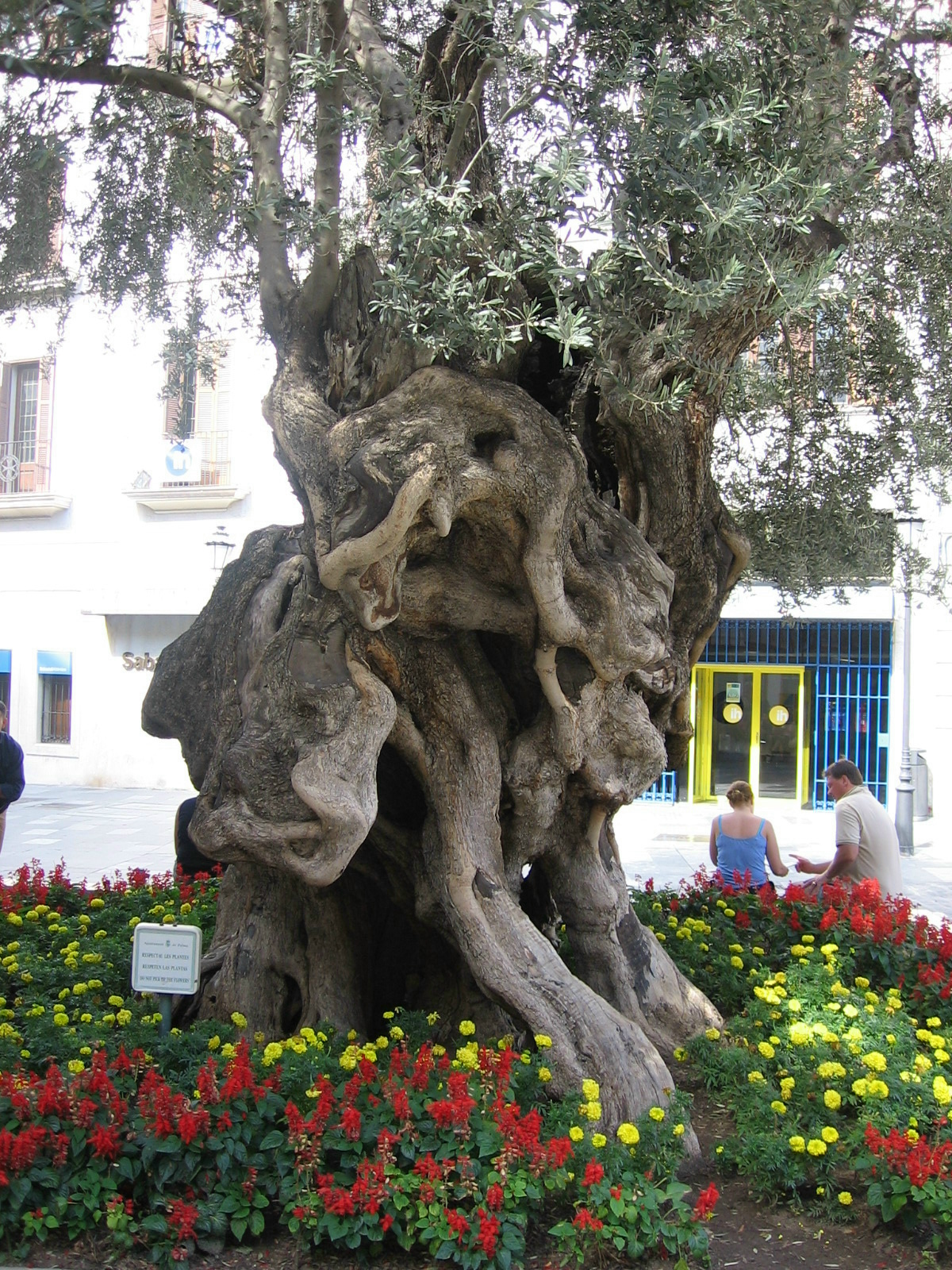
L'Olivera centenària de la plaça

La plaça de Cort és una plaça del centre de Palma, a Mallorca, on hi ha l'Ajuntament de Palma. Als voltants d'aquesta plaça s'hi troba el Carrer de Colom, la Plaça de Santa Eulàlia i la seu del Consell Insular de Mallorca.
El nom prové de la concentració de corts i curies, i altres organismes administratius que es concentraven en aquest indret. Des del 1249 els jurats es reunien a l'antic Hospital de Sant Andreu (on actualment hi ha l'edifici principal de l'Ajuntament de Palma) fundat per Nuno Sanç el 1230. El fet que s'hi reunissin les principals institucions de l'illa (la Universitat, el Gran i General Consell…) l'ha constituït com a centre de la ciutat. De fet, és el punt on comença el còmput numèric dels quilòmetres de les principals carreteres de l'illa, KM 0.
La plaça és escenari de manifestacions polítiques, festes de Sant Sebastià i d'una de les festes civils més antigues d'Europa, la Festa de l'Estendard
La morfologia de la plaça de Cort ha anat variant durant els anys. En el 1865 era molt més petita, l'obertura del carrer de Colom va significar el primer engrandiment. El canvi més significatiu va arribar el 1922 amb l'esbucament de la illeta central on hi havia el diari Última Hora.
L'edifici principal de la plaça és el de l'Ajuntament de Palma construït en distintes fases entre el 1649 i el segle xix. La façana és l'element més important, i reprodueix l'esquema de la casa senyorial mallorquina. A la novel·la Clovis Dardentor (1895), Juli Verne es deté a descriure l'edifici, del qual diu que cap estranger no vendria a Palma sense voler admirar un monument amb una façana tan remarcable. S'hi poden observar elements que amb els anys han esdevingut populars com el Banc dels vagos i dels sinofós, el rellotge d'en Figuera, el dragó i el caragol...
De 1989 ençà, gairebé al mig de la plaça es troba una immensa olivera trasplantada de Pedruixella Petit (Pollença). Va ser regalada per l'empresari Jaume Batle i Manresa, i es calcula que té més de 600 anys i pesa unes 4 tones.